# 布德尼齊克
50°55′17″N 28°58′59″E / 50.92139°N 28.98306°E
布德尼齊克（烏克蘭語：Будницьке），是烏克蘭北部的村莊，隸屬日托米爾州的科羅斯滕區。該村始建於1640年，面積0.32平方公里，海拔高度180米，2001年該村落人口31。